# Michael D. Harter

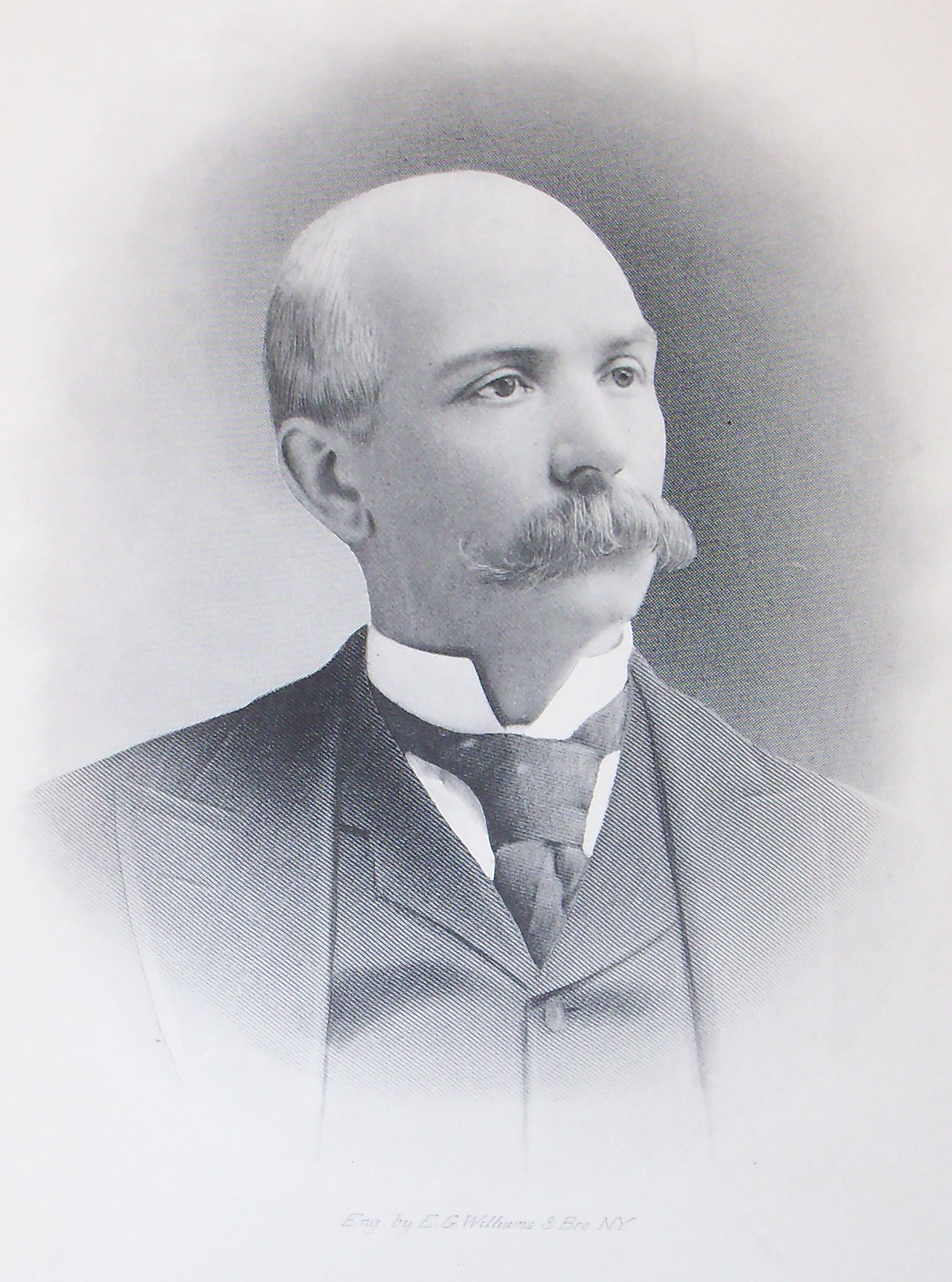
Michael D. Harter

Michael Daniel Harter (* 6. April 1846 in Canton, Ohio; † 22. Februar 1896 in Fostoria, Ohio) war ein US-amerikanischer Politiker. Zwischen 1891 und 1895 vertrat er den Bundesstaat Ohio im US-Repräsentantenhaus.

## Werdegang
Michael Harter war der Enkel des Kongressabgeordneten Robert Moore (1778–1831) aus Pennsylvania. Er besuchte die öffentlichen Schulen seiner Heimat und arbeitete danach im Handel sowie im Bankgewerbe. Im Alter von 23 Jahren wurde er Finanzvorstand der Firma Aultman & Taylor Co. Im Jahr 1866 gründete er die Harter Bank. Außerdem gründete er die Isaac Harter Milling Company in Fostoria, die damals der größte Mehlproduzent in Ohio war. Politisch schloss er sich der Demokratischen Partei an.
Bei den Kongresswahlen des Jahres 1890 wurde Harter im 15. Wahlbezirk von Ohio in das US-Repräsentantenhaus in Washington, D.C. gewählt, wo er am 4. März 1891 die Nachfolge von Charles H. Grosvenor antrat. Nach einer Wiederwahl als Nachfolger von James W. Owens im 14. Distrikt seines Staates konnte er bis zum 3. März 1895 zwei Legislaturperioden im Kongress absolvieren. Dort setzte er sich entschieden für den Goldstandard ein. Im Jahr 1894 verzichtete er auf eine weitere Kandidatur.
Nach dem Ende seiner Zeit im US-Repräsentantenhaus zog Michael Harter nach Philadelphia. Die Sommermonate verbrachte er in Mansfield. Am 22. Februar 1896 beging er in Fostoria Suizid. Mit seiner Frau Mary Brown hatte er fünf Kinder.